# Romeral (kommun i Spanien, Kastilien-La Mancha, Province of Toledo, lat 39,73, long -3,44)
Romeral är en kommun i Spanien.   Den ligger i provinsen Toledo och regionen Kastilien-La Mancha, i den centrala delen av landet, 80 km söder om huvudstaden Madrid. Antalet invånare är 725.